# Əvəz Verdiyev
Əvəz  Həşim oğlu Verdiyev (ur. 1916 w miejscowości Bülbülə k. Baku w Azerbejdżanie, zm. 1 maja 1945 w Bolesławcu) – starszy sierżant Armii Czerwonej, Bohater Związku Radzieckiego (1944).

## Życiorys
Urodził się w azerskiej rodzinie robotniczej. Wcześnie został osierocony, pracował w zakładzie budowy maszyn w Baku, jednocześnie uczył się w szkole młodzieży robotniczej, w 1939 został powołany do Armii Czerwonej. Uczestniczył w zajmowaniu przez ZSRR Zachodniej Białorusi, czyli agresji ZSRR na Polskę jesienią 1939, oraz w wojnie z Finlandią 1939–1940. Po demobilizacji w 1940 wrócił do pracy w Baku, w czerwcu 1941 został ponownie zmobilizowany i w grudniu 1941 skierowany na front wojny z Niemcami, w walkach pod Rostowem nad Donem został ranny. Po wyleczeniu wrócił na front, jako żołnierz oddziału karabinów maszynowych brał udział w zajmowaniu Ukrainy i Polski, 22 lipca 1944 wyróżnił się podczas walk o Kulików, gdy granatami zniszczył dwa stanowiska karabinów maszynowych i dwa moździerze wroga. 31 lipca 1944 jako żołnierz 7 Gwardyjskiej Dywizji Pancernej w składzie 3 Armii Gwardii i 1 Frontu Ukraińskiego uczestniczył w forsowaniu Wisły w rejonie Baranowa Sandomierskiego, gdzie zniszczył dwa karabiny maszynowe wroga, a 2 sierpnia w walkach o Staszów granatami zniszczył ckm i 3 moździerze wroga. 23 września 1944 otrzymał tytuł Bohatera Związku Radzieckiego i Order Lenina. Podczas walk pod Berlinem został ciężko ranny i wkrótce zmarł. Został pochowany w Bolesławcu.